# Колтон, Джонатан
Джонатан Колтон (англ. Jonathan Coulton) — американский бард, известный своими песнями о гик-культуре. Из числа популярных композиций можно выделить «Re: Your Brains», использовавшейся в кооперативном шутере Left 4 Dead 2, а также «Still Alive» и «Want You Gone» (песни, сопровождающие концовку серии компьютерных игр Portal).
Бывший программист, считающий себя гиком. Джон пишет быстрые, остроумные песни на научно-фантастическую и технологическую тематику. Свои песни в основном исполняет на гитаре, бас-гитаре или ударных. Он также играет на аккордеоне, губной гармонике, мандолине, укулеле и колокольчиках.
В 1993 году окончил Йельский университет, где был членом группы «Yale Whiffenpoofs» и «Yale Spizzwinks(?)». Колтон также пишет песни для журнала «Popular Science», сентябрьский номер 2005 года которого сопровождался саундтреком из пяти песен Джона: That Spells DNA, I Feel Fantastic, Womb with a View, Todd the T1000, Better.

## Биография
Среди известных работ Колтона можно отметить кавер-версию на известную песню «Baby Got Back», изначально написанную и исполненную Sir Mix-a-Lot, а также за собственную песню Code Monkey, представленную на Slashdot в апреле 2006 года.

### Лицензирование
Свои композиции Колтон публикует под лицензией «Creative Commons Attribution-Noncommercial», позволяющей другим людям использовать их в своих некоммерческих работах. В результате чего появилось множество видеороликов на его песни. Примером такой работы можно считать видео на песню «Shop Vac», выполненное в стиле кинетической типографики.